# Collospermum
Callospermum es un género con 5 especies de plantas bulbosas perteneciente a la familia Asteliaceae. Es originario de Nueva Zelanda y del oeste del Pacífico.

## Taxonomía
El género fue descrito por Carl Skottsberg  y publicado en Kongl. Svenska Vetenskapsakad. Handl. ser. 3. 14(2): 72. 1934.

## Especies
- Collospermum hastatum
- Collospermum micropermum
- Collospermum montanun
- Collospermum samoense
- Collospermum spicatum